# Il rumore di una chiocciola che mangia
Il rumore di una chiocciola che mangia (in inglese The Sound of a Wild Snail Eating) è un libro del 2010 scritto da Elisabeth Tova Bailey.

## Sommario

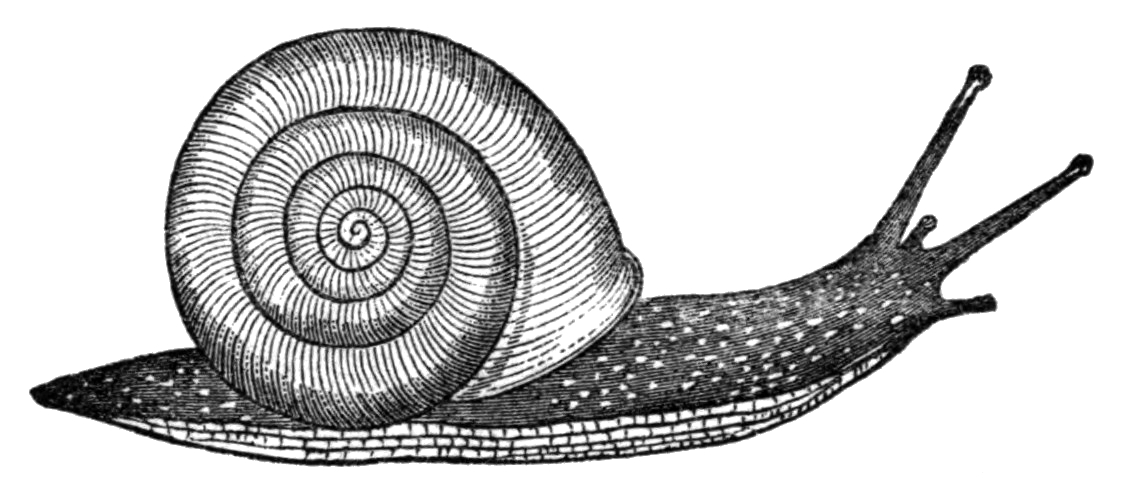
Disegno di un esemplare di Neohelix albolabris

Il libro raccoglie le osservazioni fatte dall'autrice su un esemplare di chiocciola terrestre della specie Neohelix albolabris, che viveva in un terrario a fianco del suo letto, durante un lungo periodo nel quale la donna fu confinata a letto da una misteriosa malattia virale. La presenza dell'animale le offrì la possibilità di conoscerne le abitudini e le particolarità anatomiche, e la aiutò a reagire positivamente alla propria malattia. La scrittrice fu anche stimolata ad approfondire gli aspetti scientifici della storia naturale del proprio ospite, e prese coscienza della ricchezza della sua esistenza. Nell'ultima pagina del libro Tova Bailey augura alle chiocciole terrestri di sopravvivere all'estinzione di massa in corso e di poter continuare ad avanzare "lente e piene di grazia nella notte, per milioni di anni nel futuro".

## Premi
- Vincitore per il 2010 della John Burroughs Medal.[3]
- Vincitore ex aequo per il 2010 del premio National Outdoor Book Award nella categoria  Natural History Literature.[4]
- Vincitore per il 2012 del premio William Saroyan International Prize for Writing nella categoria non-fiction.[5]

## Traduzioni
Nel dicembre 2019 il libro era stato tradotto in 11 lingue.

## Adattamento cinematografico
Un cortometraggio di 15 minuti, ispirato al libro e diretto dall'autrice stessa, è stato presentato all'ottava edizione del Brattleboro Film Festival ed è stato inserito nella selezione ufficiale dell'edizione 2019 dell'American Conservation Film Festival. 

## Edizioni
- (EN) Elisabeth Tova Bailey, The Sound of a Wild Snail Eating, Algonquin Books, 2010, ISBN 978-1565126060.
- Elisabeth Tova Bailey, Il rumore di una chiocciola che mangia, traduzione di Ada Arduini, Marsilio Editori, 2018, ISBN 9788831743303.